# Witwangbuulbuul
De witwangbuulbuul (wetenschappelijke naam: Pycnonotus leucogenys) is een zangvogel uit de familie van de buulbuuls (Pycnonotidae). Van nature komt de soort voor in het noorden van het Indisch Subcontinent en aangrenzende gebieden in Afghanistan en Tadzjikistan. De vogel vormt in het oosten van Afghanistan en het noorden van Pakistan bastaards met de witoorbuulbuul (P. leucotis). Vroeger werden beide soorten tot één soort gerekend.

## Kenmerken
De witwangbuulbuul is ongeveer 18 cm lang en heeft een herkenbare kuif en redelijk lange staart. De kruin, nek, keel en de streek rond de ogen zijn zwart wat contrasteert met een duidelijke witte wangvlek. De borst en buik zijn grijs en de onderbuik en de onderstaartdekveren zijn geel van kleur. De rug, staart en bovenzijde van de vleugels zijn bruingrijs.
Mannetjes en vrouwtjes hebben dezelfde kleuring. De roep is een viertonig, helder geluid.

## Verspreiding en leefgebied
Deze vogel broedt in een betrekkelijk smalle zone die loopt van het oosten van Afghanistan, de zuidelijke hellingen van de  Himalaya, Karakoram en Pamir tot in Nepal en het noordoosten van India. Het leefgebied bestaat uit rivierdalen met bos, hellingen met bos en struikgewas, maar ook cultuurland, heggen, boomgaarden, parken en tuinen tot in stedelijk gebied in zowel heuvelland als berggebied tussen de 300 en 2400 m boven de zeespiegel. Vogels die hoog in de bergen voorkomen, verblijven 's winters in lagere regionen.

## Levenswijze
De witwangbuulbuul eet voornamelijk insecten, bessen en zaden. Het nest wordt gebouwd in lagere takken van bomen of struiken. Gewoonlijk worden drie eieren gelegd per keer, die binnen 12 dagen worden uitgebroed. De kuikens vliegen na 9 tot 11 dagen uit.

## Status
De grootte van de wereldpopulatie is niet gekwantificeerd. De vogel is algemeen, plaatselijk zelfs talrijk. Men veronderstelt dat de soort in aantal vooruit gaat. Om deze redenen staat de witwangbuubuul als niet bedreigd op de Rode Lijst van de IUCN.